# Distelrath

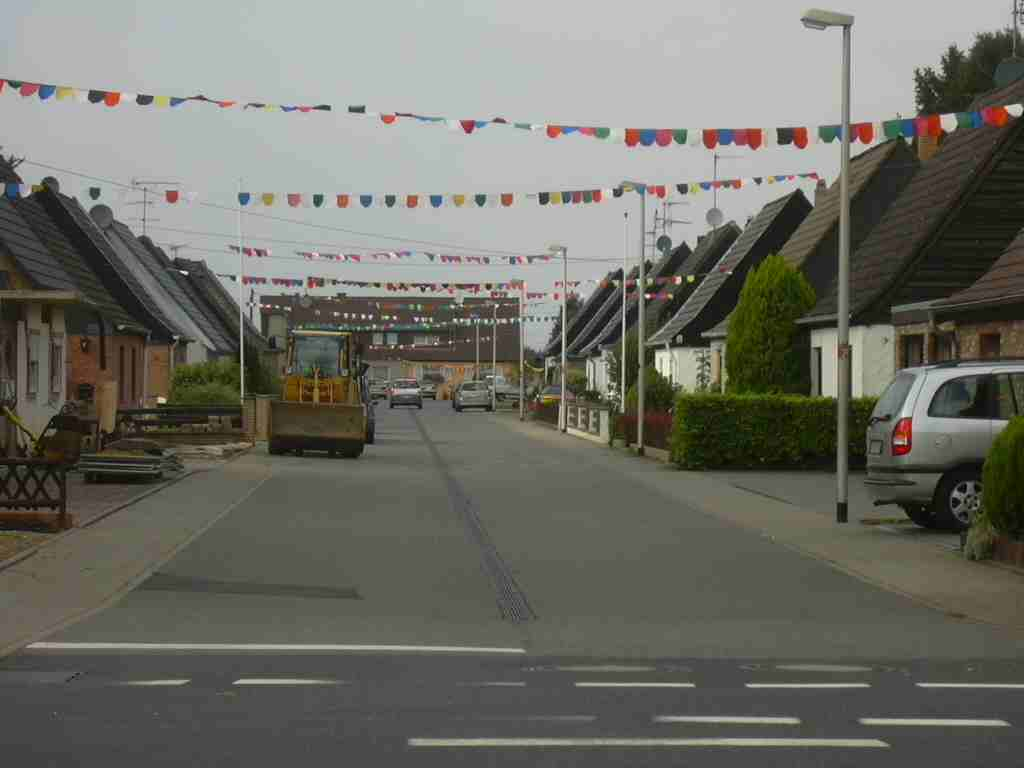
Das Tonnedörp (2008)

Distelrath ist ein ehemaliger Vorort und heutiger Stadtteil von Düren in Nordrhein-Westfalen.

## Lage
Distelrath liegt am östlichen Stadtrand von Düren in Richtung Merzenich und ist im Laufe der Jahrhunderte fest mit der Stadt verwachsen. Direkt durch Distelrath führt die alte Handelsstraße von Düren nach Köln, die heutige B 264.

## Geschichte
Ausgrabungen haben eine römische Villa ans Tageslicht gebracht. Weitere Funde lassen auf eine karolingische Siedlung im 9. Jahrhundert schließen. Erstmals wurde Distelrath im Jahr 1152 als eine Ansammlung aus Bauernhöfen und einer Kapelle erwähnt. Am 14. Januar 1528 beauftragte der Herzog von Jülich den Kirstgen von Destelroede (Distelrath) mit der Verwaltung des Thierhofes. Die Zerstörungen des Dreißigjährigen Kriegs gingen nicht spurlos am Dorf vorüber, wohl aber an der Distelrather Kapelle, dem Ühledömche. 1831 vernichtete ein Großbrand das ganze Dorf. Auch hierbei blieb die Kapelle unzerstört.

## Tonnedörp
Tonnedörp ist die mundartliche Bezeichnung für Tonnendorf. So wird die Siedlung Kerpener Straße am östlichen Stadtrand von Düren im Volksmund benannt. Die Bezeichnung Tonnendorf will an die ausgedienten Heringsfässer erinnern, die früher unter den Regenfallrohren standen, um Wasser aufzufangen. Die Siedlung errichtete 1933 das Reichsheimstättenwerk mit 24 Häusern für kinderreiche Familien im Rahmen des Projekts Vorstädtische Kleinsiedlungen.

## Verkehrsanbindung

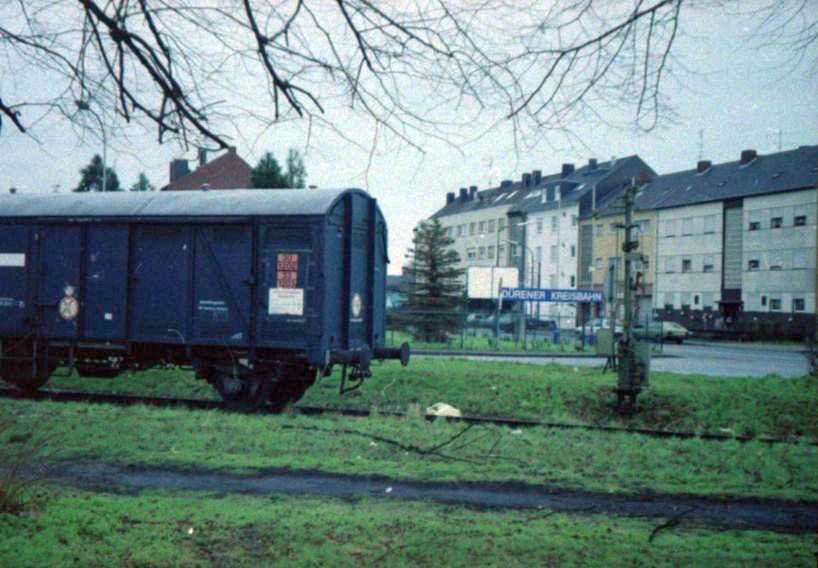
Bahnhof Distelrath, 1994

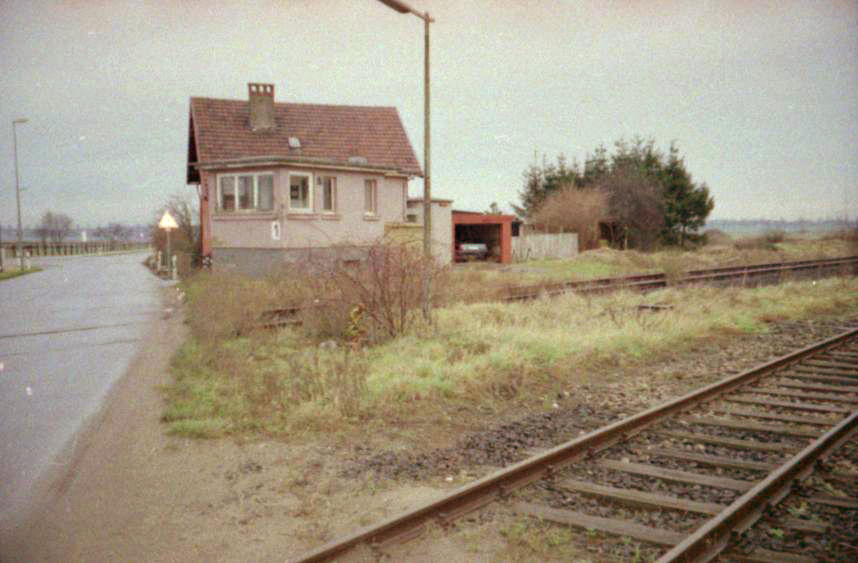
Ehemaliger Posten 1 am Bahnübergang Brückenstraße der Bördebahn, 1994

Der Bahnhof Distelrath war Knotenpunkt der Dürener Kreisbahn an folgenden Strecken:
- Bahnstrecke Düren–Distelrath
- Bahnstrecke Distelrath–Embken
- Bahnstrecke Distelrath–Schneidhausen

Heutzutage ist Distelrath auf der Schiene lediglich über die Anschlussstelle Brückenstraße der Bahnstrecke Düren–Euskirchen zu erreichen.
Die Buslinien 208, 276 und SB 8 des Rurtalbus bedienen Distelrath und verbinden den Ortsteil unter anderem mit der Stadtmitte und dem Bahnhof Düren. Zudem verkehrt die Nachtbuslinie N2.
| Linie | Verlauf |
| ----- | --- |
| 208   | Düren Kaiserplatz – Distelrath – (Merzenich Rathaus –) Schöne Aussicht – Girbelsrath – Eschweiler über Feld – Nörvenich Alter Bf – Nörvenich Hommelsh. Weg – Hochkirchen – (Irresheim –) Eggersheim – Lüxheim – Gladbach – Müddersheim – Disternich – Sievernich – Bessenich – Zülpich Frankengraben – Adenauerpl./Schulzentr. |
| 276   | Düren Bf/ZOB – StadtCenter – Distelrath – Merzenich Schöne Aussicht – Golzheim – Buir / Blatzheim (– Bergerhausen – Manheim-neu – Langenich – Kerpen) |
| SB8   | Schnellbus: Düren Bf/ZOB – StadtCenter – Düren Kaiserplatz – Distelrath – Golzheim – Eschweiler über Feld – Nörvenich Alter Bf – Nörvenich Hommelsh. Weg |
| N2    | Nachtbus: nur in den Nächten Fr/Sa und Sa/So Düren Bf/ZOB → Kaiserplatz → Merzenich → Nörvenich → Vettweiß → Stockheim → Binsfeld |

## Sonstiges
- Das 1908 gegründete Verkehrsunternehmen Dürener Kreisbahn GmbH hat seit seiner Gründung den Betriebssitz (früher für die Straßenbahn, heute für die Omnibusse) in Distelrath am gleichnamigen Bahnhof. Ebenfalls dort haben die Rurtalbahn GmbH und die Rurtalbus GmbH ihren Unternehmenssitz.
- 1915 wurde südlich von Distelrath, zwischen der Bahnlinie nach Euskirchen und der alten Ziegelei (heute Satellitenstadt), ein Luftschiff-Flughafen mit zwei Ankerplätzen und vielen Nebengebäuden gebaut. Er erhielt einen Kleinbahnanschluss durch die Dürener Kreisbahn. Hier war das Luftschiff LZ 77 stationiert. Die Luftschiffhalle Düren wurde aber bereits im Januar/Februar 1918 demontiert und auf der Insel Norderney als Hangar für die Gotha-Bomber wiederverwendet.
- Im Jahre 1924 erwarb die von Carl Canzler gegründete und seinen Namen tragende Apparatebaufirma in Distelrath ein Grundstück. Auf diesem wurden ein Verwaltungsgebäude, Werkhallen, eine Beizhalle und ein Außenmontageplatz mit Portalkran gebaut. 1925 zog der bis dahin in der Johanniterstraße im Zentrum Dürens ansässige Betrieb nach Distelrath um, wo er bis zu dem am 1. November 2003 eröffneten Insolvenzverfahren bestand.[3][4]